# Quido Wolf
Quido Wolf (* 12. Juni 1924 in Vaduz; † 13. Oktober 1994 ebenda) war ein Liechtensteiner Sportschütze.

## Karriere
Quido Wolf trat bei den Olympischen Spielen 1960 in Rom in den Kleinkaliber-Disziplinen 50 Meter liegend sowie 50 Meter Dreistellungskampf an. Im Liegen wurde er 73. und im Dreistellungskampf belegte er Rang 68.